# Stem van het volk
De stem van het volk of de stem des volks (Latijn: vox populi en daarvan afgeleid ook voxpop) is de mening van de gewone man of vrouw in de straat over een bepaald onderwerp. Deze mening wordt soms afgezet tegen de mening van politici en deskundigen. Meer specifiek verwijst deze term naar de straatpeilingen die naar deze mening worden gedaan door televisie-, radio- of krantenmakers. Het peilen van meningen van voorbijgangers wordt in journalistieke kringen ook wel aangeduid met het werkwoord voxpoppen. Andere manieren waarop het volk zijn mening kenbaar kan maken, zijn grootschalige betogingen, opiniepeilingen, verkiezingen en volksraadplegingen.

## Peilingen in de straat

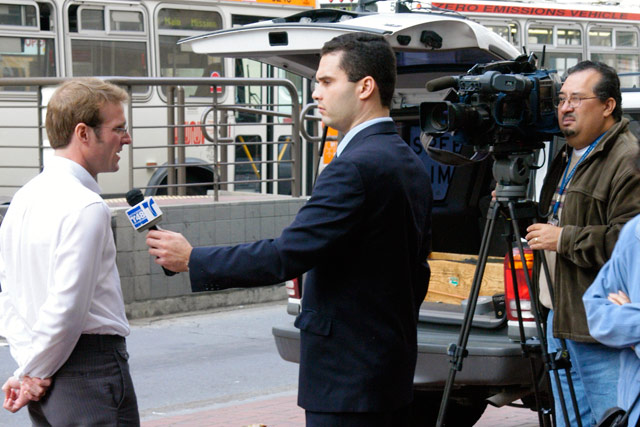
Een peiling naar de mening van een toevallige voorbijganger

Meestal worden mensen op straat aangesproken om ze hun spontane mening over een bepaald nieuwsfeit te laten geven. Omdat de antwoorden van deze mensen onvoorspelbaar zijn, worden meestal verschillende reacties opgenomen. Daarna wordt een keuze gemaakt uit de verschillende reacties, meestal om een evenwichtige samenstelling van verschillende meningen weer te kunnen geven in de uiteindelijke uitzending of het uiteindelijke artikel. Hierdoor kunnen minderheidsmeningen oververtegenwoordigd worden. 
Deze mensen worden vaak overdag aangesproken op drukke plaatsen zoals winkelstraten, waardoor er ook een onbewuste voorselectie van een bepaalde soort geïnterviewden kan bestaan. Verder kan de interviewer door selectie van de reacties de eigen bias naar voren brengen, bijvoorbeeld door voornamelijk welbespraakte mensen aan het woord te laten die de eigen mening ondersteunen, met daarnaast een enkeling die een tegenovergestelde mening heeft en deze op een onbeholpen wijze uit. Een peiling in de straat valt dus niet te verwarren met een representatief of wetenschappelijk onderzoek.

## Bekende voxpoppers
Enkele journalisten die veel gebruik maken van voxpops:
- Rutger Castricum
- Dennis Schouten
- Tom Staal
- Jan Roos
- Roel Maalderink
- Gerri Eickhof
- Mark Baanders
- Bram Douwes
- Danny Ghosen
- Jeroen Holtrop
- Jesse Sprikkelman
- Daan Nieber
- Nadia Poeschmann
- Benderbij